# Ramón Corral
Ramón Corral Verdugo (Álamos, 10 gennaio 1854 – Parigi, 10 novembre 1912) è stato un politico e generale messicano, vicepresidente del Messico dal 1904 al 1911.

## Biografia

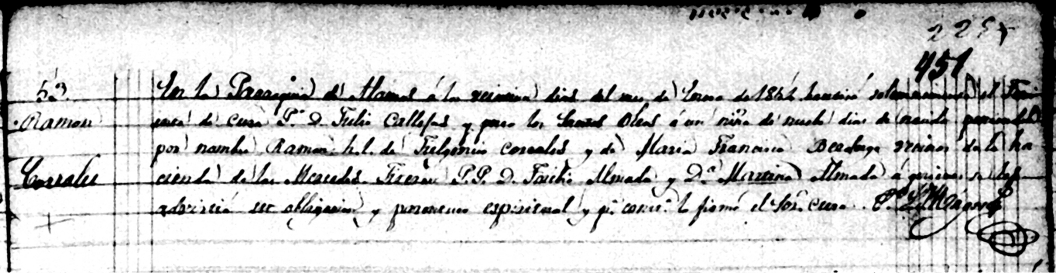
Immagine della registrazione del battesimo di Ramón Corral del 21 gennaio 1854

Nacque nel ranch Las Mercedes ad Álamos, Sonora, figlio di Fulgencio Corral e María Francisca Verdugo. Nel 1887 Corral fu nominato vice governatore dello stato di Sonora, ma ricoprì la carica di fatto poiché l'allora governatore, il generale Luis E. Torres, era impegnato in una campagna militare contro gli Yaqui che si erano ribellati al governo nazionale. Nella guerra contro gli Yaqui Corral ottenne fama nazionale dopo aver fatto prigioniero il loro leader Cajemé. Il suo modo di reprimerli era conosciuto come brutale.
Corral sposò Amparo V. Escalante il 25 febbraio 1888. Era la figlia di Vicente Escalante, un noto statista messicano dell'epoca. L'elemento religioso della duplice cerimonia nuziale fu eseguito da padre Ortega di Hermosillo, con rito civile eseguito dal giudice civile Bonito Méndez, del distretto di Hermosillo.
Nel 1896 fu nominato governatore di Sonora, nel 1900 reggente del distretto federale e tre anni dopo Segretario degli Interni.

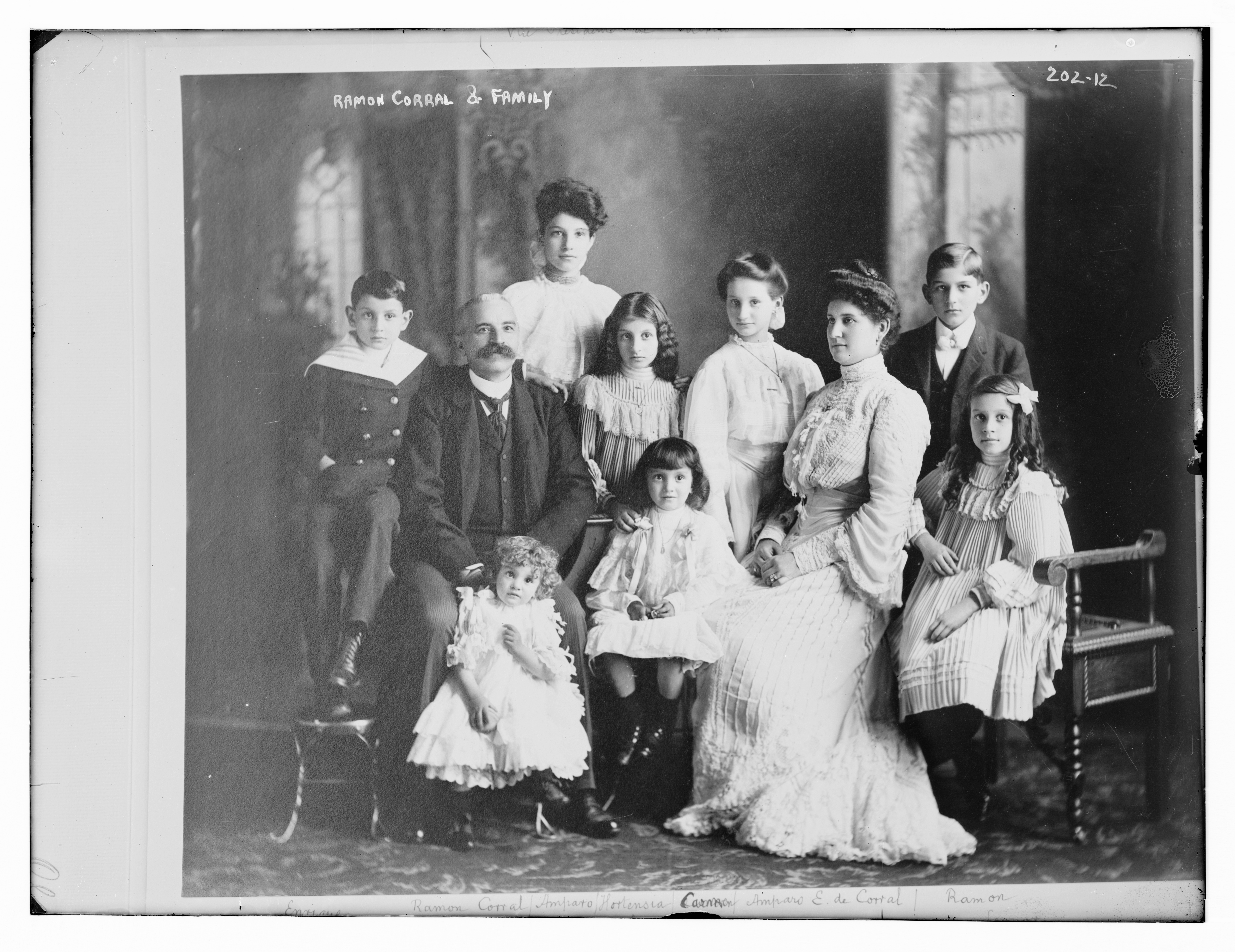
Ramón Corral e la sua famiglia

A causa della sua età avanzata, nel 1904 il presidente Porfirio Díaz decise di reintrodurre la carica di vicepresidente. Inizialmente offrì la posizione a José Yves Limantour ma rifiutò la nomina e Díaz scelse Corral. Corral era un politico impopolare e molto controverso. Per le elezioni del 1910, in cui Diaz cercò di essere eletto presidente per l'ottava volta, il presidente nominò Corral suo candidato vicepresidente. La fama di Corral fu una delle cause dello scoppio della rivoluzione messicana. Alcuni sostenitori di Díaz decisero di sostenere la campagna di Francisco Madero quando Corral apparve come candidato alla vicepresidenza del presidente. La cattiva immagine di Corral portò la giunta rivoluzionaria a chiedere a Limantour in un incontro a New York le dimissioni del vicepresidente, insieme a nessuna rielezione, la democratizzazione del governo e la garanzia della libertà politica.
Una volta che i rivoluzionari sconfissero le forze federali a Ciudad Juárez nel maggio 1911, Díaz e Corral si dimisero. Corral accompagnò Díaz in esilio in Francia dove morì un anno dopo, il 10 novembre 1912, a causa di un tumore del pancreas.

## Nella cultura di massa
Nella soap opera storica El vuelo del águila il suo personaggio è stato interpretato dall'attore Juan Felipe Preciado e nella serie El encanto del águila dall'attore Juan Carlos Serrán.